# Церковь Михаила Архангела (Никольское-Архангельское)
Церковь Михаила Архангела (Николо-Архангельская церковь) — приходской храм Балашихинского благочиния Балашихинской епархии Русской православной церкви.
Храм расположен в городе Балашихе Московской области (микрорайон Никольско-Архангельский, улица Чёрная дорога, дом 16А). Главный престол верхнего храма освящён в честь Архангела Михаила; нижний храм — во имя Николая Чудотворца.

## История

### Село Архангельское
Село Архангельское известно с XVI века. Оно принадлежало княжескому роду Турениных и именовалось «Ступишино, Зворыкино тож». В 1641 году село перешло к боярину Василию Стрешневу. Первое упоминание о Михаило-Архангельской церкви можно найти в Отказной книге, запись за 1646 год: «За боярином Василием Ивановичем Стрешневым, в вотчине село Зворыкино, в селе церковь Архангела Михаила, двор боярский и пять дворов крестьянских».
В 1651 году село приобрёл князь Юрий Алексеевич Долгоруков. Уже при нём, в 1676—1677 годах взамен обветшалой была построена новая деревянная церковь. В эти же годы название села изменилось на Архангельское. Долгоруковы владели этим селом на протяжении десяти поколенийгоду , а храм служил их усыпальницей. В числе прочих здесь был похоронен московский губернатор князь Юрий Владимирович Долгоруков.
Долгоруковы ведут свой род от святого мученика Михаила Всеволодовича, князя Черниговского, изображение Архистратига Михаила присутствует также на их родовом гербе.
В 1830 году усадьба Никольское-Архангельское, где помимо церкви были каменный господский дом 2-й половины XVIII века и парк, перешла к Салтыковым, последним владельцем был Н. Н. Ковалёв.

### Строительство храма

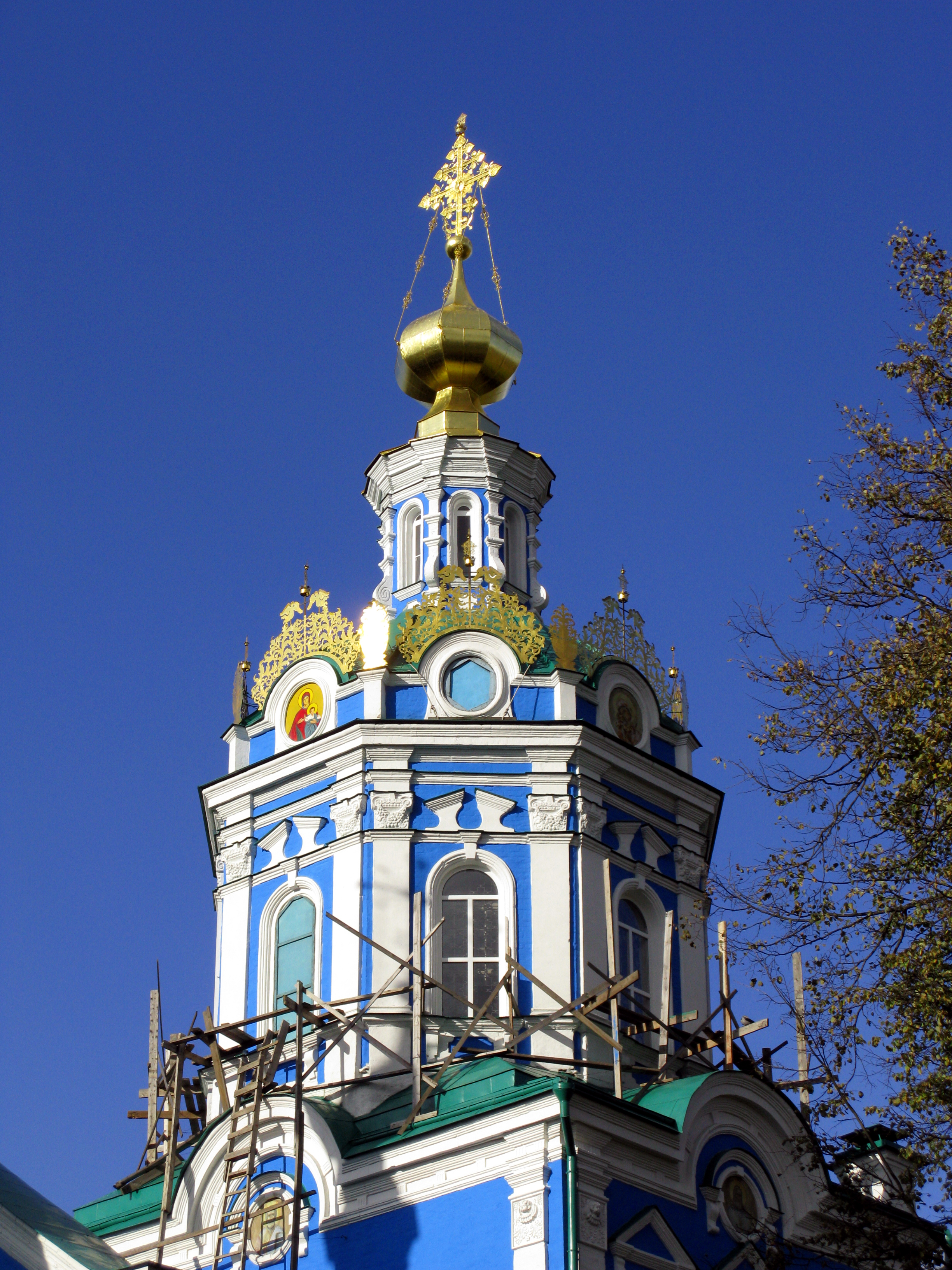
Храм венчает восьмерик
с небольшим барабаном
и маленькой главкой

В 1748 году правнук князя Юрия Алексеевича, князь Александр Владимирович Долгоруков обратился с прошением в Московскую духовную консисторию за разрешением построить в своем имении новую каменную церковь. В 1760 году в соседнем селе Никольском после пожара погибла деревянная церковь Николая Чудотворца. В 1767 году Никольский и Архангельский приходы были объединены, новый приход стал называться Никольским-Архангельским.
Новая церковь Михаила Архангела строилась неподалёку от старой деревянной, сгоревшей в 1770 году. В 1773 году строительство новой церкви и колокольни было практически закончено. Полностью готовый нижний храм освятили в честь Николая Чудотворца, а боковые приделы в честь пророков Илии и Софонии. В верхнем, Архангельском храме, строительные работы на тот момент ещё продолжались.
Из-за просчётов при проектировании и строительстве построить здание церкви согласно первоначальному плану не удалось. К 1789 году церковь перестроили, в нижнем храме были разобраны боковые приделы. После перестройки в храме осталось только два освящённых престола: в честь Архангела Михаила — верхний летний храм и в честь Николая Чудотворца — нижний тёплый.

### Новое и новейшее время
Во время Отечественной войны 1812 года французы не тронули храм, несмотря на то, что проходили через село Николо-Архангельское.
В годы советской власти церковь Михаила Архангела не закрывалась, более того, удалось сохранить нетронутыми древние «намоленные» иконы, церковную утварь и внутреннее убранство храма. В 1938 году на Бутовском полигоне был расстрелян Алексий Смирнов, бывший настоятель храма в 1935—1937 годах, который в 2001 году был прославлен в лике священномучеников.

## Архитектура
Архитектурных памятников, подобных Николо-Архангельской церкви, в Москве и Московской области не сохранилось. Церковь построена из кирпича, украшенного вставками из белого камня, оштукатурена. Её композиция характерна для московского барокко. При этом в деталях, таких как тимпаны, профилированные карнизы, наличники, заметно влияние западноевропейской разновидности барокко. Особенный интерес представляют тонкая лепнина, подзоры и гребни над тимпанами, а также ажурные кресты. Первоначальное здание храма было сходно с собором Варсонофьевского монастыря Москвы и, вероятно, вдохновлено им.
Центральная часть, выполненная по схеме «восьмерик на четверике», поставлена на высоком подклете нижнего храма (Никольского). К верхнему (Архангельскому) храму ведут две лестницы, симметрично расположенные по обе стороны от колокольни. Колокольня, простая в отделке, имеет три яруса. До перестройки 1789 года вокруг храма проходили открытые галереи на столбах, а боковые приделы располагались в торцах подклета. От этих галерей сохранились небольшие фрагменты с западной стороны — внизу они застроены, наверху превращены в застеклённую паперть.
Четверик основного объёма верхней церкви двусветный, вверху переходящий в квадрат благодаря боковым пристенным аркам, на которых расположен восьмерик. Церковный интерьер богато украшен орнаментальной лепниной с изображениями растений и расписан (роспись расчищена в 1983—1986 гг. Г. В. Рахловым). Внутренний декор также представлен узкими пилястрами в два яруса и картушами сложной формы с живописью, относящейся к концу XVIII—XIX вв. Все помещения церкви, кроме паперти, перекрыты сводами. Нижний храм декорирован на сводах, где размещены живописные клейма с лепным обрамлением. В пятиярусном иконостасе верхнего храма расположены иконы, относящиеся ко времени постройки храма. Иконостас выполнен в конце XVIII века с элементами рокайля, такими как креповки, волюты, накладная позолоченная резьба. Иконостас нижнего храма трёхъярусный, относится ко второй половине XIX века. В 2009 году в храме велись реставрационные работы.

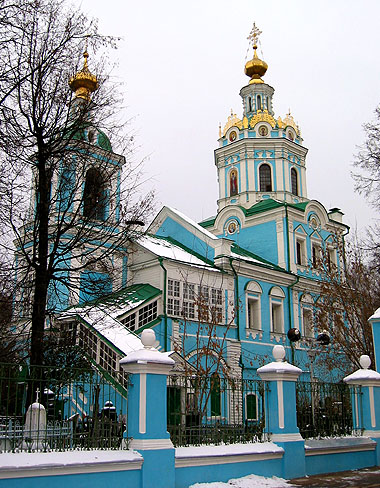
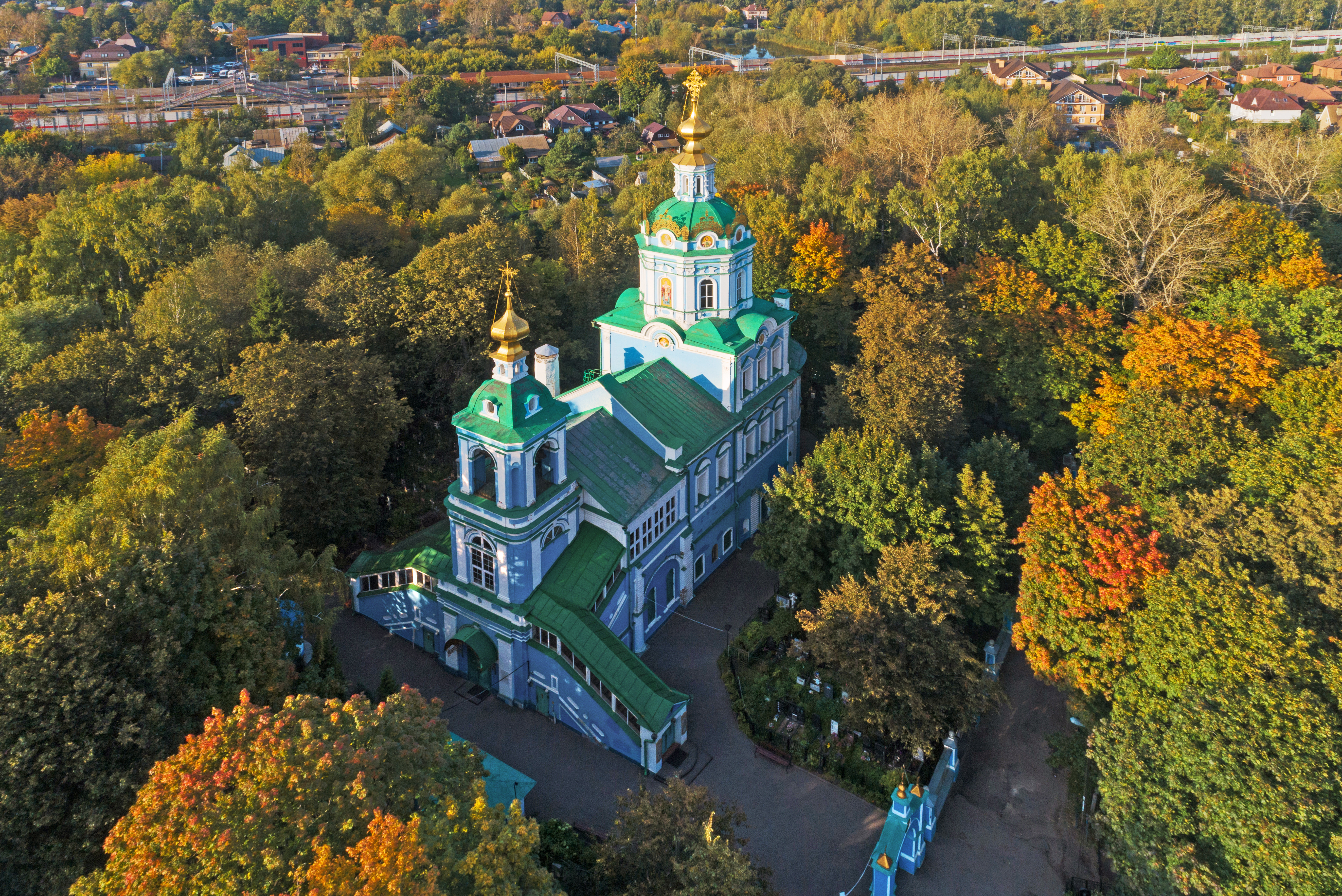
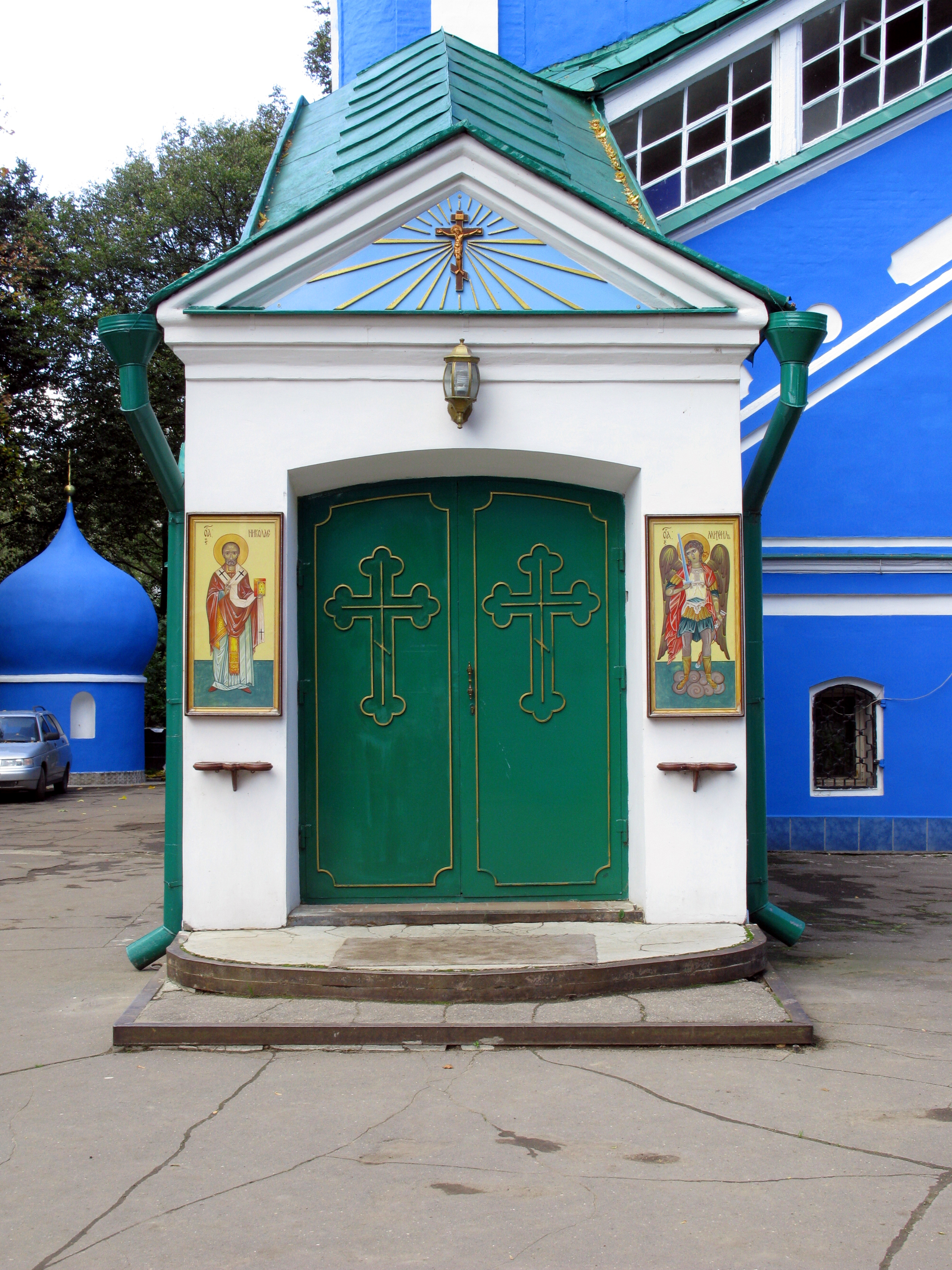

## Духовенство
- Почётный настоятель протоиерей Евгений Сидорычев.
- Настоятель храма священник Михаил Кузёмка
- Протоиерей Александр Козырев
- Священник Константин Щеголев
- Диакон Сергий Головенко[4]